# Шевчук Сергій Володимирович (політик)
Сергі́й Володи́мирович Шевчу́к (нар. 17 жовтня 1955, м. Володимир-Волинський, Волинська область) — український політик. Колишній народний депутат України. Член ВО «Батьківщина» (з 2005). Міністр охорони здоров'я опозиційного уряду (з березня 2010).

## Освіта
З 1972 до 1978 року навчався на лікувальному факультеті Тернопільському медичному інституті за спеціальністю лікар-лікувальник. З 1993 до 1994 року навчався в Інституті державного управління та самоврядування при Кабінеті Міністрів України, магістр державного управління.
Має 2 наукових праці з наркології, 2 публікації з питань самоврядування.[джерело?]
Володіє англійською та польською мовами.

## Кар'єра
- Вересень 1977 — травень 1978 — санітар Тернопільської обласної клінічної психлікарні.
- Серпень 1978 — липень 1979 — лікар-інтерн Луцької обласної психіатричної лікарні.
- 1979–1980 — лікар психіатр-нарколог поліклініки № 1 Луцької міської лікарні.
- Листопад 1980 — вересень 1982 — завідувач відділення, вересень 1982 — січень 1992 — головний лікар Волинського обласного наркологічного диспансеру.
- Січень 1992 — липень 1994 — головний лікар Волинського об'єднання медико-соціальної реабілітації.
- Липень 1994 — листопад 1995 — заступник голови Волинської обласної ради народних депутатів.
- Листопад 1995 — квітень 1998 — заступник голови з питань медицини та екології Волинської обласної державної адміністрації[5].
- 24 липня 2001 — 23 квітня 2002 — Державний секретар Міністерства охорони здоров'я України[6][7].

Член правління Українського наукового товариства невропатологів і психіатрів (1986–1994). Член Наглядової ради Національного фонду соціального захисту матерів і дітей «Україна — дітям» (квітень 1999 — січень 2004).

## Особисте життя
Українець. Батько Володимир Прокопович (1928) — інженер, викладач Володимир-Волинського технікуму сільського господарства. Мати Марія Сергіївна (1928) — лікар Володимир-Волинської районної лікарні. Дружина Людмила Іванівна (1955) — лікар. Син Віталій (1978) — економіст, програміст.
Захоплюється туризмом.

## Політична діяльність
Голова Волинської обласної організації, член Політради, член політвиконкому НДП (з 2001), заступник голови НДП (до грудня 2004). Член УРП «Собор» (2005). Член Комітету національного порятунку (листопад 2004 — січень 2005).
Народний депутат Верховної Ради України 3-го скликання з 12 травня 1998 до 20 грудня 2001 за виборчім округом № 23 Волинської області. З'явилося 84.6 %, «за» 18.9 %, 12 суперників. На час виборів: заступник голови Волинської обласної державної адміністрації, член НДП. Паралельно балотувався від НДП, № 28 в списку. Член фракції НДП (з травня 1998). Голова Комітету Верховної Ради України з питань охорони здоров'я, материнства та дитинства (липень 1998 — лютий 2000), член Комітету з питань законодавчого забезпечення правоохоронної діяльності (з лютий 2000). 20 грудня 2001 склав депутатські повноваження.
Депутат Верховної Ради України 4-го скликання з 14 травня 2002 до 25 травня 2006 від блоку «За єдину Україну!», № 27 в списку. На час виборів: Державний секретар Міністерства охорони здоров'я України, член НДП. Член фракції «Єдина Україна» (травень — червень 2002), уповноважений представник фракції НДП (червень 2002 — травень 2004), уповноважений представник фракції НДП та ПППУ (травень — грудень 2004), позафракційний (15 — 23 грудня 2004), член фракції Народної партії України (грудень 2004 — березень 2005), член фракції Народної партії (1 — 4 березня 2005), член фракції «Блок Юлії Тимошенко» (з березня 2005). Голова підкомітету по зв'язках з європейськими країнами Комітету з питань європейської інтеграції (з червня 2002).
Депутат Верховної Ради 5-го скликання з 25 травня 2006 до 12 червня 2007 від «Блоку Юлії Тимошенко», № 21 в списку. На час виборів: народний депутат України, член ВО «Батьківщина». Член фракції «Блок Юлії Тимошенко» (з травня 2006). Заступник голови Комітету з питань європейської інтеграції (з липня 2006). 12 червня 2007 достроково припинив свої повноваження під час масового складення мандатів депутатами-опозиціонерами з метою проведення позачергових виборів до Верховної ради.
Депутат Верховної Ради 6-го скликання з 23 листопада 2007 до 12 грудня 2012 від «Блоку Юлії Тимошенко», № 21 в списку. На час виборів: тимчасово не працював, член ВО «Батьківщина». Член фракції «Блок Юлії Тимошенко» (з листопада 2007). Заступник голови Комітету з питань європейської інтеграції (грудень 2007 — травень 2010), голова підкомітету з питань адаптації законодавства України до законодавства ЄС (січень 2008 — травень 2010), голова підкомітету з питань адаптації медико-санітарного законодавства України до законодавства Європейського Союзу Комітету Верховної Ради України з питань охорони здоров'я (з травня 2010).

## Нагороди, державні ранги
Державний службовець 1-го рангу (з лютого 2002). Почесна грамота Кабінету Міністрів України (грудень 2003).